# Tribunal cantonal (Valais)
Pour les articles homonymes, voir Tribunal cantonal.
Le Tribunal cantonal du canton du Valais, est l'autorité judiciaire supérieure du canton.

## Histoire
Le tribunal d'appel est créé en 1802, lors de la première Constitution. Il prend l'appel des tribunaux de dizains, les futurs tribunaux de districts. La Constitution de 1848 fixe à 11 le nombre de juges du tribunal d'appel. Ce nombre est ramené à 9 en 1852, 7 en 1877 et 5 en 1909. En 1877, il se charge des pourvois en cassation.

## Organisation
Le Tribunal cantonal valaisan est composé de 11 juges cantonaux et de juges suppléants, élus par le Grand Conseil du canton du Valais pour la durée de la législature.